# Saint-Waast
Saint-Waast é uma comuna francesa na região administrativa de Altos da França, no departamento do Norte. Estende-se por uma área de 5.91 km². Em 2010 a comuna tinha 644 habitantes (densidade: 109 hab./km²).